# Zonotriche brunnea
Zonotriche brunnea là một loài thực vật có hoa trong họ Hòa thảo. Loài này được (J.B.Phipps) Clayton miêu tả khoa học đầu tiên năm 1971.